# Felix Magath
Wolfgang-Felix Magath (Aschaffenburg, 26. srpnja 1953.) njemački je bivši nogometaš portorikanskih korijena i sadašnji nogometni trener.

## Životopis

### Rane godine
Magath je rođen pokraj Aschaffenburga, kao sin Portorikanskog vojnika u kopnenoj vojsci SAD-a i majke Njemice. Otac je napustio Magatha i njegovu majku 1954. i vratio se u Portoriko. Magath je za svog oca tek čuo u 15. godini, nakon što se s njim dopisivao. Godine 1999. Magath je otišao u Portoriko i upoznao se s ocem. Magath i otac se od tada stalno viđaju dvaput svake godine. Za portorikanski list El Vocero, Magath je izjavio da ima portorikanske korijene i da je ponosan što je dio tog naroda.

### Igračka karijera
Magath je svoju karijeru kao nogometaš započeo igrajući za lokalni klub Viktoria Aschaffenburg. Od 1974. do 1976. godine, igrao je za 1. FC Saarbrücken, tadašnjeg drugoligaša, pa se premjestio u Hamburger SV i prvu ligu.
Sljedećih deset sezona je proveo s Hamburgom, postgavši 46 golova u 306 utakmica od 1976. u prvoj ligi.
Godine 1983. Magath je odveo Hamburg do osvajanja Kupa prvaka s jedinim pogotkom za 1:0 u finalu protiv Juventusa; sezone 1980./81., zabio je 10 golova u ligi, što mu je rekord u karijeri, a pomogao je klubu da zasjedne na drugo mjesto.
Igrao je i za reprezentaciju na mnogim međunarodnim turnirima, uključujući i Svjetska prvenstva 1982. i 1986., gdje je Njemačka oba puta osvojila drugo mjesto. Jedini poznatiji portorikanac na SP-u, Magath je debitirao 30. travnja 1977., u 2:1 pobjedi na prijateljskoj utakmici s Jugoslavijom. Imao je ukupno 43 nastupa za njemačku reprezentaciju, gdje je zabio tri gola.

### Trenerska karijera
Nakon igračkog umirovljenja, Magath je započeo s trenerskom karijerom u listopadu 1995., u bivšem klubu Hamburgu. Dobio je otkaz na kraju 1996./97. sezone.
Nakon ograničene karijere u Eintracht Frankfurtu, njegova trenerski ugled u Njemačkoj je narastao za vrijeme treniranja VfB Stuttgarta. Nakon toga, otišao je u veliki FC Bayern München, 1. srpnja 2004. U prvoj sezoni, Magath je odveo klub do pobjede prvenstva i kupa, što je ostvario i sljedeće sezone, prvi put u povijesti natjecanja.
Međutim, nakon slabog početka 2006./07. sezone, momčad je završila na slabom četvrtom mjestu i nije se kvalificirala u Ligu prvaka, pa je Magath otpušten 31. siječnja 2007. U lipnju 2007., potpisao je ugovor s VfL Wolfsburgom, i odveo je Vukove do Kupa UEFA 2008./09. i sljedeće Lige prvaka, osvojivši Bundesligu 2008./09.
Dana 7. kolovoza 2006. Magath je izjavio da ga je Portorikanski nogometni savez zaposlio kao izvršni direktor reprezentacije u CONCACAF-ovim kvalifikacijama za Svjetsko prvenstvo 2010. u Južnoj Africi.
Magath je za Focus magazin izjavio: "Dobio sam ponudu iz Portorika. Predsjednik Portorikanskog nogometnog saveza me pitao mogu li raditi kao izvršni direktor reprezentacije zbog razvijanja momčadi za SP 2010."

Magath je bio počašćen ponudom, ali ju je odbio. Prije kraja 2008./09. sezone, pridružio se momčadi Schalkea 04, počevši 1. srpnja 2009., a ugovor traje do srpnja 2013. Nakon dvije sezone provedene u Schalkeu, Magath ponovno preuzima VfL Wolfsburg u kojem ostaje tek jednu sezonu.

## Trenerska statistika
Kao trener, Magath je brzo stekao poštovanje i postao je čuven po svojim teškim i strogim trenerskim metodama, što je utjecalo na disciplinu, formu i kondiciju igrača. Igrači su mu dali nadimak “Saddam” (Saddam Hussein) i “Quälix”, mješavina njegova imena Felix i njemačke riječi “quälen” (mučiti). Nakon što je postao jedan od najboljih trenera u nedavnoj povijesti Bundeslige, njegove metode su se počele obožavati.
| Klub       | God.       | Cijela sezona | Cijela sezona | Cijela sezona | Cijela sezona | Cijela sezona | Domaći kup | Domaći kup | Domaći kup | Domaći kup       | Europa | Europa | Europa | Europa                                            | Europa |
| Klub       | God.       | Pob.          | Izj.          | Por.          | Bod.          | Mj.           | Pob.       | Izj.       | Pob.%      | Plasman          | Pob.   | Izj.   | Por.   | Plasman                                           |        |
| ---------- | ---------- | ------------- | ------------- | ------------- | ------------- | ------------- | ---------- | ---------- | ---------- | ---------------- | ------ | ------ | ------ | ------------------------------------------------- | ------ |
| FCB        | 2004./05.  | 24            | 5             | 5             | 77            | 1.            | 6          | 0          | 1.000      | Pobjednik kupa   | 5      | 1      | 4      | Poražen od Chelsea FC u četvrtfinalu Lige prvaka. |        |
| FCB        | 2005./06.  | 22            | 9             | 3             | 75            | 1.            | 6          | 0          | 1.000      | Pobjednik kupa   | 4      | 2      | 2      | Poražen od AC Milana u osmini finala Lige prvaka. |        |
| FCB        | 2006./07.  | 10            | 4             | 5             | 34            | 4.            | 2          | 1          | .667       | Ispao u 3. rundi | 3      | 3      | 0      | Završio na 1. mjestu u skupini B Lige prvaka.     |        |
| FCB Ukupno | FCB Ukupno | 56            | 18            | 13            | 186           |               | 14         | 1          | .933       | –                | 12     | 6      | 6      |                                                   |        |
| Ukupno     |            |               |               |               |               |               |            |            |            |                  |        |        |        |                                                   |        |

## Vanjske poveznice
- Statistika (njem.)
- Eintracht: arhiva (njem.)